# Símbolos patrios del Perú
Los símbolos de la Patria, también conocido como símbolos patrios, son los elementos representativos de la República del Perú. Son reconocidos y utilizados tanto a nivel nacional como internacional para representar a la nación peruana y a sus habitantes. De acuerdo con el Artículo 49° de la Constitución Política del Perú:

Son símbolos de la patria la bandera de tres franjas verticales con los colores rojo, blanco y rojo, y el escudo y el himno nacional establecidos por ley.

Algunos consideran también a la escarapela como un símbolo patrio, dada su amplia difusión, mas el texto constitucional no la incorpora como tal.

## Símbolos oficiales

Bandera del Perú
Escudo del Perú
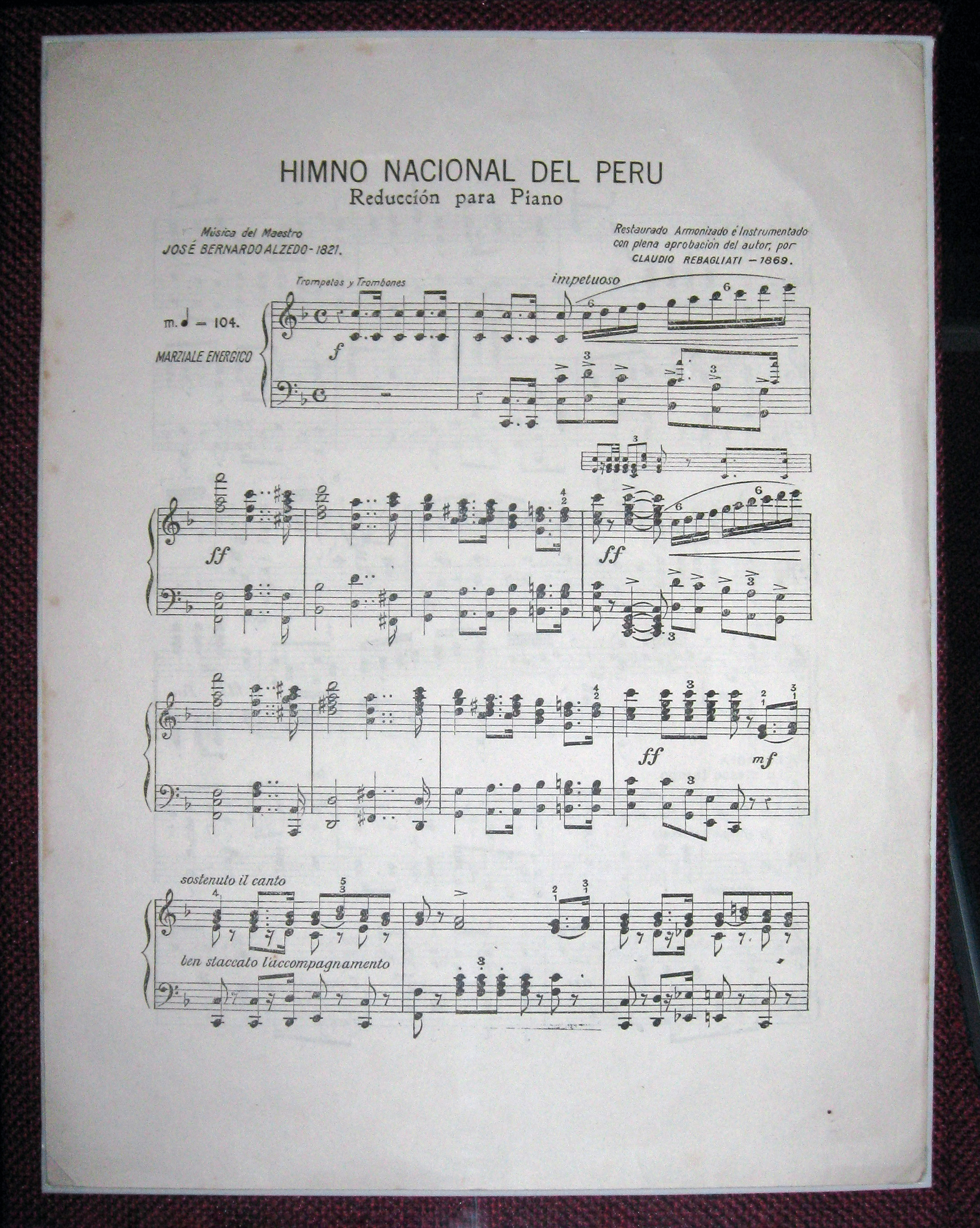
Himno Nacional del Perú

### Bandera
La bandera de Perú paño rectangular formado por tres bandas verticales de igual ancho, de color rojo las laterales y de blanco la central. La primera bandera del Perú independiente fue creada por el General José de San Martín en 1820 y fue desplegada por primera vez como símbolo de todos los peruanos liberados en la Plaza Mayor de Lima, el 28 de julio de 1821, en el momento de la proclamación de la independencia. El diseño de esta primera bandera era distinto al actual, y de ella solo se han mantenido sus colores: rojo y blanco.

### Escudo nacional
El escudo de Perú es el símbolo heráldico oficial del Perú, el cual es empleado por el Estado peruano y las demás instituciones públicas del país. En su actual versión, fue aprobado por el Congreso Constituyente en 1825 y ratificado el 31 de marzo de 1950. Los campos del escudo representan a los recursos naturales de Perú: la vicuña representa el reino animal; el árbol de la quina representa el reino vegetal y la cornucopia, el reino mineral. Las coronas simbolizan la victoria. El árbol de la quina toma importancia en los años en los que el paludismo asolaba al pueblo peruano y se utilizó el polvo extraído de su corteza para curar dicha enfermedad.

### Himno Nacional
El Himno Nacional de Perú, cuya letra fue escrita por José de la Torre Ugarte y la música fue compuesta por José Bernardo Alcedo, fue adoptado en 1821, con el título de Marcha Nacional de Perú. Su versión actual fue adoptada con los arreglos del músico Claudio Rebagliati en 1869 y hecha oficial en 1901.

## Otros símbolos del Perú

Escarapela de Perú

Aunque no están reconocidos como "símbolos de la patria" en la constitución peruana, existen otros elementos que, ya sea por su uso ampliamente difundido, como por la representatividad que tienen sobre aspectos culturales de la población peruana, son percibidos por ésta como signos de identidad.

### Escarapela
La escarapela de Perú es un distintivo nacional para los peruanos. Los colores de la cinta de esta escarapela tienen la misma disposición que los de la bandera nacional. Ha sido un símbolo nacional durante la historia republicana de Perú y se utiliza comúnmente prendida, a manera de insignia, en el lado izquierdo del pecho durante todo el mes de julio especialmente el día 28 en el que se celebran las Fiestas Patrias en Perú, en las instituciones estatales y en algunas privadas a nivel nacional. En la actualidad, la constitución peruana no la considera como un símbolo patrio oficial.